# Belfast YMCA Football Club
Il Belfast YMCA Football Club, meglio noto come Belfast YMCA, fu una società calcistica irlandese con sede nella città di Belfast. Venne fondato nel 1883 da alcuni membri della sede locale della YMCA. Partecipò alla Irish Cup e alla Irish League nella stagione 1891-1892.

## Storia
Fondata nel 1883, raggiunse i risultati migliori nel corso della stagione 1888-1889, quando raggiunse la finale della Irish Cup e della County Antrim Shield, perdendo entrambe le finali contro il Lisburn Distillery. Nel 1889 la squadra venne sciolta e molti dei suoi calciatori entrarono a far parte del Cliftonville. Nel 1891 la squadra venne ricostituita e partecipò alla Irish League 1891-1892, la massima serie del campionato irlandese, ritirandosi dal torneo nel corso della stagione. La squadra venne nuovamente sciolta nel 1892.